# 圓舘金
圓舘金（1960年12月15日—），日本著名业余天文学家。他是史上最高产的小行星发现者之一，至今已经独立或共同发现616颗小行星。

## 生平
圓舘金1960年12月15日出生于岩手縣下闭伊郡岩泉町，毕业于北海道设计学院（日語：北海道デザイナー専門学院），现居住在北海道网走郡美幌町。
圓馆在大学期间已经接触天文摄影，但直到1986年才开始进行深入的天文观测。

## 天文成就
圓馆金是史上最高产的小行星发现者之一，截至2013年9月20日为止已发现616颗小行星，其中45颗是独立发现，另外571颗是和渡边和郎一起发现。这些小行星大部分是主带小行星，也有几颗特殊的小行星，如木星的特洛伊小行星(5648) 1990 VU1以及火星轨道穿越小行星6500 Kodaira。
圓馆还是世界上首位拍摄到苏梅克-列维9号彗星的人。他在1993年3月15日——美国天文学家尤金和卡罗琳·舒梅克夫妇及天文爱好者大卫·李维发现苏梅克-列维9号彗星10天之前——就已经利用他的10英寸（25厘米）口径望远镜拍摄下这颗彗星。但由于圓舘主要关注的领域是小行星，直到官方公布发现新彗星时他才意识到已经在10天前拍摄到这颗彗星。

## 荣誉
为表彰圓馆金在小行星领域的贡献，小行星4282被命名为圓馆星（4282 Endate）
另外，小行星4460则以圓馆居住的地点美幌町命名（4460 Bihoro）。小行星4641则以圓馆金的妻子圓舘綾子（Ayako Endate）命名（4641 Ayako）。